# Edgar Douglas Adrian
Edgar Douglas Adrian (n. Londres, 30 de noviembre de 1889 - Cambridge, 4 de agosto de 1977) fue un fisiólogo británico.
Estudió en la Secundaria Westminster y aprobó ciencias naturales en el Trinity College de Cambridge, licenciándose en medicina en 1915. Durante la I Guerra Mundial trabajó en el St Bartholomew's Hospital de Londres, tratando a soldados con desórdenes nerviosos. Volvió a Cambridge en 1919 y en 1925 comenzó sus estudios sobre los impulsos nerviosos en los órganos sensoriales humanos, demostrando la posibilidad de medir la corriente en las fibras nerviosas aplicando un amplificador.
Fue profesor del Royal College of Physicians (cátedra Sharpey, 1925), de la Royal Society (cátedra Foulerton, 1929-1937) y de la Universidad de Cambridge (cátedra de fisiología, 1937-1951). Desde 1951 fue director del Trinity College.
En 1932 le fue otorgado el premio Nobel de Medicina por sus trabajos relativos a la función de las neuronas y las células nerviosas motoras, premio que compartió con Sir Charles Scott Sherrington.
En 1950 fue nombrado presidente de la Royal Society.

## Escritos
- The Basis of Sensation, 1928.
- The Mechanism of Nervous Action, 1932.
- The Physical Basis of Perception, 1947.